# Світлозвукові боєприпаси

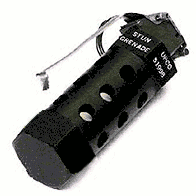
Світлошумова граната M84

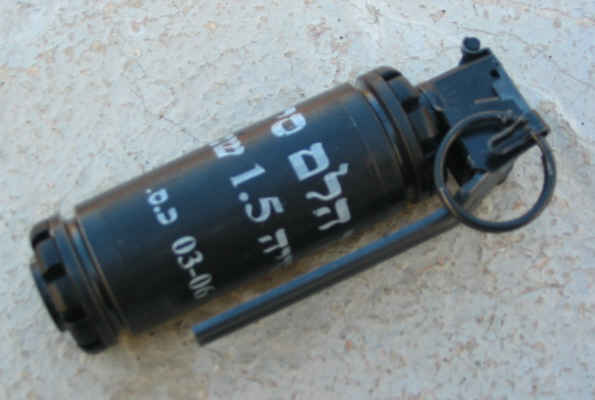
Ізраїльська світлошумова граната

Світлозвукові боєприпаси або світлошумові боєприпаси — це спеціальні засоби несмертельної дії, що є на озброєнні армії, правоохоронних органів і спецслужб.
Призначаються для надання світлозвукового впливу на супротивника або правопорушника з метою тимчасового психофізіологічної (відволікаючої і приголомшуючої) і механічної дії для тимчасового виведення його з ладу.

## Основні типи світлозвукових боєприпасів
- Ручні гранати, приводяться в дію за допомогою запобіжно-пускового механізму, доставляються до супротивника (правопорушника) шляхом ручного кидка. Серійне виробництво світлошумової гранати G60 stun grenade було розпочато у Великій Британії в кінці 1970-х років[1].
- Гранатометні боєприпаси:

- 37-мм гранатометні боєприпаси. Застосовуються для відстрілу з 37-мм ручних газових гранатометів і 37-мм підствольних гранатометів
- 40 × 46 мм гранатометні боєприпаси
- 40-мм боєприпаси ВГ-40СЗ — для відстрілу з підствольних гранатометів ГП-25, ГП-30
- 50-мм боєприпас ДСЗ-50 — для відстрілу з ручного гранатомета РГС-50.

- Гвинтівкові патрони

- Гвинтівкові патрони 12 калібру — випускаються для поліції низки західних держав
- 23 × 81 мм патрон «Звезда» для карабіна КС-23

- Світлозвукові патрони для цивільної зброї самооборони — розроблені для використання в цивільній травматичній зброї самооборони, не взаємозамінні з бойовими патронами.

- 18 × 45 мм СЗ — російський патрон, розроблений в 2004 році. Застосовується в безствольних пістолетах ПБ-4"ОСА ", ПБ-2 «Егіда», МР-461«Стражник», «Кордон»;
- 18,5 × 55 мм — російський патрон, застосовується в безствольному пістолеті ПБ-4-2 "ОСА ".

- Стаціонарні світлозвукові пристрої, встановлюються заздалегідь у місці ймовірної появи супротивника (правопорушника), приводяться в дію дистанційно, або спрацьовують автоматично при безпосередньому зіткненні із засобами ініціації.

## Конструкція
Світлошумові боєприпаси споряджені піротехнічним складом.
Корпус світлозвукових гранат виготовляють або з металевого контейнера, який не руйнується при вибуху зовсім, з отворами для виходу вибухових газів, або з матеріалів, що не утворюють при вибуху осколків з високою кінетичної енергією (пластик або картон) .
Деякі моделі світлозвукових гранат додатково споряджені гумовою картеччю для травматичної дії на правопорушника. Такі гранати під час вибуху, крім яскравого спалаху і гучного звуку, розкидають в сторони гумову картеч.

## Дія
Основними факторами впливу світлошумових боєприпасів є яскравий світловий спалах і гучний звук вибуху, що призводять до тимчасового засліплення і оглушення осіб, що знаходяться в безпосередній близькості від центру вибуху, що на деякий час позбавляє їх можливості чинити ефективний опір.
- Психофізіологічне вплив включає наступні фактори:

- Світловий спалах — як правило, в діапазоні яскравістю 2,5-7,5 млн. свічок, час засліплення може досягати 20-30 секунд ;
- Звук вибуху — як правило, в діапазоні 165—185 дБ, час втрати слуху може досягати 4-6 годин.

- Механічний вплив включає наступні фактори:

- Імпульс вибуху — граната наводиться вибухом піротехнічного складу, вибуховий імпульс якого володіє достатньою уражальною дією в безпосередній близькості від тканин людського тіла.
- Надлишковий тиск — як правило, в діапазоні 22-36 кПа, може викликати пошкодження внутрішнього вуха у 1 % дорослих людей, у випадку з дитиною ризик збільшується.
- Механічні травми (забій м'яких тканин, підшкірні гематоми) заподіяні фрагментами корпусу, несмертельними уражальними елементами і вторинними осколками, що утворюються при вибуху.

- Також, спрацьовування піротехнічного складу гранати може стати причиною пожежі чи загоряння.

Ефект дезорієнтації при застосуванні подібних пристроїв може тривати від декількох секунд до декількох хвилин. Найбільшою мірою ефект проявляється в темряві, в замкнутому просторі, при розриві гранати в повітрі або між людиною і стіною або іншим міцним об'єктом. Тривалість дії на об'єкт визначається типом застосовуваних боєприпасів, віддаленістю від центру вибуху й іншими факторами.
За деяких обставин спрацьовування світлозвукових боєприпасів може заподіяти важкі поранення і стати причиною смерті:
- Так, «при спрацьовуванні пристрою серед дрібних предметів, наприклад, серед гайок і болтів в ремонтній майстерні… цілком вірогідні важкі ушкодження, аж до смертельних»[2];
- Вибух і спалах можуть стати причиною смерті осіб із захворюваннями серця[2];

- У травні 2003 року в Нью-Йорку під час поліцейської операції жінка, на ім'я Alberta Spruill померла від серцевого нападу, викликаного вибухом світло-шумової гранати, без попередження кинутої в її кімнату поліцейськими

- Відомий випадок травматичної ампутації пальців при спрацьовуванні світлозвукової гранати в руці людини:

- 22 вересня 2009 року, в ході операції по звільненню заручника, проведеної в Сімферополі (Автономна республіка Крим, Україна) співробітники спецпідрозділу «Беркут» ГУ МВС України перед початком штурму приватного будинку (де за наявною у них інформацією ховався озброєний злочинець, що утримує заручника) кинули у вікно світлозвукову гранату. Господар будинку спробував викинути гранату на вулицю, від чого вона вибухнула у нього в руці. Це призвело до травматичної ампутації пальців .

- У 2010 році в місті Детройт, США дев'ятирічна дівчинка Aiyana Jones загинула в результаті вибуху світлошумової гранати, кинутої поліцейськими у вікно, що впала на її ковдру[7];
- В лютому 2011 року в штаті Північна Кароліна, США офіцер поліцейського спецпідрозділу SWAT, на ім'я Фред Торнтон загинув в результаті вибуху світлошумової гранати, яку він прикріплював до свого спорядження.
- В травні 2011 року при проведенні тактико-спеціальних навчань на території полігону в / ч 6795 ВВ МВС РФ в районі села Бекетово Кармаскалінского району Башкирії в результаті вибуху світлозвукової гранати «Факел-С» між бронежилетом і форменим обмундируванням був важко поранений ст. лейтенант поліції Еміль Ісмагілов — він отримав черепно-мозкову травму, рану лівого плеча та опіки[8].
- 18 лютого 2014 року світлошумова граната розірвала Капіносу Олександру голову біля барикади поблизу Будинку профспілок. (Україна, м. Київ)
- 18 лютого 2014 року «Беркут» кинув світлошумову гранату, якою дзюдоїсту-олімпійцеві Максимову Дмитрові відірвало руку. (Україна, м. Київ)

## Застосування
Як правило, світлозвукові гранати застосовуються правоохоронними органами в ході затримання особливо небезпечних злочинців, звільнення заручників, припинення групових хуліганських проявів або масових заворушень, а також військовим спецназом для захоплення противника живим.
У ході контртерористичних операцій світлошумові боєприпаси застосовуються внутрішніми військами спільно з бойовою зброєю.Вони можуть використовуватися як допоміжний засіб для створення сприятливих умов застосування звичайної зброї .
Практика застосування світлозвукових гранат показує їх високу ефективність при витісненні противника з зайнятої території та інженерних споруд.